# 小行星15007
小行星15007（15007 Edoardopozio）是一颗绕太阳运转的小行星，为主小行星带小行星。该小行星于1998年7月发现。

## 轨道参数
小行星15007的轨道半长轴为385 653 376 km（2.5778969 UA），离心率为0.178。